# Leonardo de Peñafiel
Leonardo de Peñafiel (Riobamba 1597-Chuquisaca 1657) fue un importante teólogo jesuita que vivió en la Real Audiencia de Quito durante el siglo XVII.

## Biografía
Fue hijo del Capitán Alonso de Peñafiel y Lorenza de Araujo. Además, fue hermano del también jesuita y destacado teólogo Alonso de Peñafiel. Estudió en los colegios jesuitas de Riobamba y Quito. Posteriormente ingresó al Noviciado de jesuitas de la ciudad de Quito y pasó a terminar sus estudios en el Colegio Máximo de San Pablo de Lima.
Fue ordenado sacerdote, y a partir de esto empezó a dar clases de Artes en el Colegio Máximo de San Pablo, luego pasó a la ciudad de Cuzco donde se estableció por gran parte de su vida: los siguientes 20 años. Durante este tiempo fue profesor de teología del Colegio jesuita del Cuzco, tras lo cual regresó a Lima. En esta nueva ciudad, siguió siendo profesor, enseñando la misma materia en el colegio de San Pablo.

## Obras
La obra de Leonardo no se puede entender sin tomar en cuenta el trabajo de su hermano, Alonso ya que el primero había intentado hacer en el campo de la teología escolástica lo que su hermano Alonso había hecho en la filosofía. Si bien no llegó a publicar todos los tratados que comprendía su curso, a la manera de su hermano, lo que alcanzó a publicar fue suficiente para granjearse buena fama dentro de la universidad virreinal.
- Disputationes theologicas in primam partem divi Thomae, de deo uno, Lyon,1663-1666, 2 vols.
- Disputaciones scholasticae et morales de virtute fide divinae, deque infidelitate, haeresi et poenis haereticorum, Lyon, 1673.
- Tractatus de incarnatione verbi divini, Lyon,1678.

## Disputa sobre su origen
Según Tobar Donoso, el lugar de nacimiento de Leonardo había sido motivo de polémica con historiadores de Perú puesto que tuvo una carrera tan dilatada en Cuzco. Sin embargo, al ver que se denominaba así mismo peruanus riobambensis, quedaba fuera de duda su origen en la ciudad de Riobamba. 